# Asus Eee PC
 (novembre 2008).
Pour les articles homonymes, voir EEE.
Asus Eee PC (prononcer « iPC » ou « ipici ») est une série de netbooks conçus et commercialisés par Asus, dont le premier a été officiellement disponible le 16 octobre 2007 à Taïwan, puis dans d'autres pays (par exemple en France le 23 janvier 2008).
Sur le marché occidental, c'est le premier représentant des netbooks à être effectivement commercialisé. Lors de sa sortie, il fut remarqué pour sa combinaison alliant un poids et un encombrement réduits, un système d'exploitation basé sur Linux en natif, une mémoire flash utilisée comme un SSD et un prix très réduit par rapport aux ultraportables du marché.
Le choix de Linux (gratuit) à la place de Windows (dont la licence disponible au moment de sa sortie aurait représenté 20 % du prix de la machine) jouait un rôle dans cette baisse. Microsoft sut réagir dans les 12 mois en proposant une version limitée et moins onéreuse de Windows réservée aux netbooks. 
Le Eee est, explique Asus, l'abréviation de leur slogan publicitaire pour l'Eee PC : « Easy to learn, Easy to work, Easy to play » (« Apprendre, travailler et jouer en toute simplicité »).
L'évolution des machines de ce segment s'est traduit par un abandon des SSD au profit de disques durs conventionnels dont la capacité s'est accrue jusqu'à 250 Gio, par une augmentation de la mémoire vive, proposée aujourd'hui jusqu'à 2 Gio, l'ajout de circuits graphiques optimisés, et parallèlement, si les processeurs Atom se sont diversifiés, les premiers modèles basés sur la structure Congo d'AMD sont apparus marginalement début 2010 sur le 1201T. On notera un élargissement des écrans qui offrent aujourd'hui un diagonale de 12″ pour une définition d'écran de 1366×768. Côté système d'exploitation, Windows 7 s'est invité au détriment des distributions Linux, puis Chrome OS à partir de 2010.

## Concept

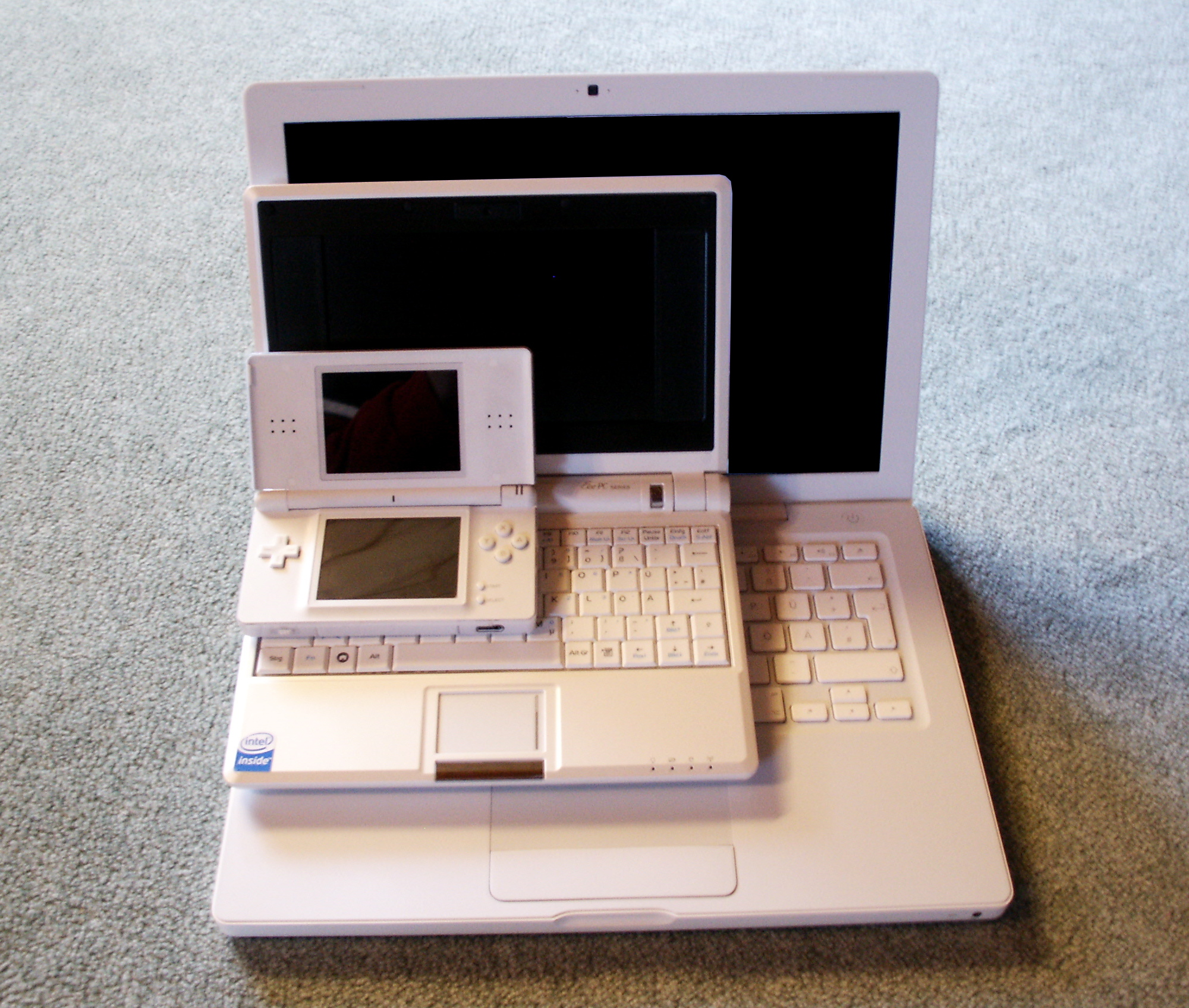
Du plus petit au plus grand :
• Nintendo DS Lite (console portable)
• Eee PC (netbook)
• MacBook (ordinateur portable)

Le Eee PC introduit une nouvelle classe d'ordinateurs portables, les netbooks. Ils répondent à une demande d'appareils mobiles dont les mensurations sont inférieures à tous les PC portables, mais suffisamment grandes pour offrir un meilleur confort et une puissance optimisée par rapport aux téléphones mobiles et PDA. L'eeePC d'Asus, comme tout autre netbook se veut un outil peu puissant mais bénéficiant d'une autonomie importante, destiné aux utilisateurs nomades, tels que les voyageurs. Un des principaux avantages de ces machines est leur coût relativement bas, dans une fourchette comprise entre 200 € et 350 €.
Aujourd'hui, la frontière entre eeePC et petit Nettop tend de plus en plus à s'estomper.
Bien que les caractéristiques aient énormément changé aujourd'hui, les premiers modèles se distinguaient dans le monde informatique par :
- La mémoire flash privilégiant la vitesse, le bas coût et la solidité au détriment de la capacité de stockage, très faible comparée aux portables habituels (sur le modèle 700, le disque faisait 4 Go, ce qui était la capacité typique d'un disque-dur de PC portable de la fin de la décennie 1990). De capacité plus confortable sur le 900, et de capacité assez honorable sur le 901 version Linux (20 Go au total). La gamme s'étoffa ensuite par une déclinaison de modèles se rapprochant des portables en termes de capacité tout en gardant une certaine compacité.
- L'électronique peu chère (écran, mémoire, processeur) consomme également peu d'énergie.

## Modèles
1.1 Série Eee 700
512 Mo de mémoire vive 4 Gio SSD INTEL celeron m 900 à 630MHz (TDP 5W), GPU Intel GMA 900 (TDP 13.9W), Northbridge Intel 910 GML (TDP, 10,3W), Southbridge Intel 82801FBM ICH6-M (TDP 10,5 W ), soit une consommation de 39,7 W de la carte mère uniquement, système Linux Xandros, écran LCD 7" 800x480.
1.2 Série Eee 900
Eeepc 900 : 512 Mo de mémoire vive, 4+8 Go ou 4+16 Go de disque SSD, Intel Celeron m 900MHz, Windows XP ou Linux Xandros
Eeepc 901 : 1 Go de mémoire vive 12 Go d'espace disque en SSD écran 8.9" 1024x600 intel atom n270 1,6GHz Windows XP
1.3 Série Eee 1000
1 Go de mémoire vive 160 Go d'espace disque écran 10" 1024x600 Intel Atom n270 1,6 GHz 
1.4 Série T (Tablettes)

## Matériels et caractéristiques techniques
De nombreux utilisateurs ont rapidement décrit les modifications matérielles qui peuvent être apportées à l'Eee PC, à commencer par le simple remplacement de la barrette de mémoire vive (RAM) fournie, de la carte Wi-Fi, l'ajout de mémoire flash, de bluetooth, de récepteur GPS interne, jusqu'à superposer un écran tactile à l'écran fourni.
Une clé USB, une carte SDHC, un disque dur externe, un lecteur/graveur externe de CD/DVD sur USB ou autre baladeur numérique (iPod compris) sont immédiatement reconnus par le système. Il suffit de les brancher. L'ajout d'une carte mémoire flash est probablement la manière la plus astucieuse d'obtenir un espace de stockage suffisant en interne, éventuellement bootable si besoin.

## Système d'exploitation

### Initialement: Linux Xandros et Windows XP

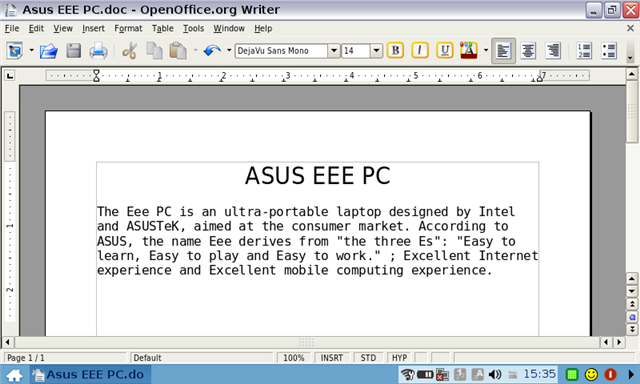
OpenOffice.org Writer fonctionnant sur l'Eee PC.

Le premier Eee PC (700/701) était fourni uniquement avec une distribution GNU/Linux fondée sur Xandros et modifiée par Asus pour être plus accessible aux néophytes,. Muni par défaut de la suite logicielle OpenOffice.org, du navigateur Firefox, du logiciel de téléphonie Skype, du lecteur audio Amarok, du lecteur de vidéos SMPlayer et d'un système de connexion sans-fil Wi-Fi, il est principalement destiné, par son concepteur, à la bureautique légère et à l'accès à Internet en situation de mobilité.
Réagissant au succès inédit rencontré par cet ordinateur sous Linux, Microsoft décida de créer une nouvelle licence de Windows XP, dite ULCPC, adaptée aux netbooks et vendue à coût réduit (licence OEM), et d'en assurer le support jusqu'en juin 2010 (contre juin 2008 initialement).
En conséquence, les modèles ultérieurs au 700/701 sont proposés en deux versions, l'une avec Linux Xandros et l'autre avec Windows XP. Les deux versions des Eee PC 900 et 901 sont, au même prix conseillé par le fabricant : 
- Avec 12 Go de mémoire SSD et une version de Windows XP adaptée
- Avec 20 Go de mémoire SSD et la distribution GNU/Linux basée sur Xandros

### Autres systèmes d'exploitation
Des distributions GNU/Linux spécifiquement faites pour l'Eee PC ont vu le jour, s'adaptant à la définition de l'écran et aux spécificités du matériel. Voici quelques exemples :
- MeeGo, développé en collaboration par Intel et Nokia
- Ubuntu Netbook Edition, basée sur Ubuntu avec une Interface simplifié, moins de sollicitations en écriture et des pilotes pour netbook.
- CrunchEee basée sur CrunchBang Linux, et donc sur Ubuntu
- Pupeee basée sur Puppy Linux et dont il existe une version française eee Toutou
- DebianEeePC, basée sur Debian qui, dans les faits, sera fusionnée dans la distribution Debian de base [9],
- EasyPeasy basée sur la distribution Ubuntu
- eeeDora basée sur Fedora
- eeebuntu basée sur la distribution Ubuntu
- eeeXubuntu basée sur la distribution Xubuntu
- Lubuntu 12.04 precise pangolin basé sur ubuntu+openbox, cette version supportée à long terme (LTS) fonctionne à 100 % (wi-fi, webcam) sans manipulation supplémentaire.
- Geeentoo basée sur Gentoo Linux
- Linux Mint est un système d'exploitation basé aussi sur Ubuntu. Très fluide et rapide, il s'adapte bien aux eeepc.
- Mandriva est totalement compatible, fonctionnelle et supportée à partir de la version 2009.0
- Slackware fonctionne sans problème avec l'ensemble de patchs/hacks SlackEee
- Jolicloud basée sur Ubuntu avec une interface simplifiée ressemblant à celle de Ubuntu Netbook Remix, ce système est orienté cloud computing.
- gNewSense fonctionne aussi très bien, c'est une distribution appuyée par la FSF basée sur Debian GNU/Linux sans les composants non libres qui ont été supprimés.

Il existe également un document expliquant l'installation d'un système FreeBSD sur un Eee PC. Enfin, il est techniquement possible d'installer sans trop de difficultés Mac OS X sur l'Eee PC, mais cela violerait la licence de Mac OS X : Apple n'autorise son installation que sur les ordinateurs de sa marque. Mac OS X n'ayant pas été conçu pour tourner sur l'Eee PC, l'utilisation de ce système d'exploitation serait limitée (machine légèrement lente, matériel non entièrement supporté par OS X (pas de webcam ni de touche spéciale)).

## Matériels dérivés
Le silence de fonctionnement et la rapidité de la séquence d'amorçage de cette petite machine suscite des attentes de performances similaires dans les domaines des PC domestiques fixes. Le constructeur annonce donc une Eee Box fixe fonctionnant selon le même principe.
Cette approche sera en concurrence[réf. nécessaire] avec une autre du moment, très différente : les BIOS expressgate permettant directement d'accéder Internet dès la mise sous tension, sans avoir à amorcer le système d'exploitation.

## Disponibilité
La version disposant d'une capacité de stockage de 4 Gio (Eee PC 701) est arrivée sur le marché français en quasi-exclusivité SFR le 23 janvier 2008, vendue en pack avec une clé USB 3G++ et un abonnement mensuel d'accès à Internet de 12 ou 24 mois, pour 298 € dont 100 € remboursables sur demande.
En 2009, les prix des nombreux modèles s'échelonnaient entre 170 € et 400 €.

## Ventes
En 2008, Asus aurait vendu 1,7 million d'EeePC dans le monde, soit 30 % de part de marché des ultra-portables, derrière Acer, après avoir été le premier. En France, l'EeePC obtient environ 15 % de part de marché soit environ 150 000 machines en 2008.
L'année suivante, Asus a vendu dans le monde 5,4 millions de netbook, ce qui le place en seconde place derrière Acer, qui lui, en a écoulé plus de 9 millions.
De 2011 à 2014, le concept de petit ordinateur portable léger et peu onéreux s'est déplacé dans deux directions : les tablettes tactiles et les chromebooks (les ultrabooks quant à eux sont légers et petits, mais sensiblement plus chers et peuvent donc être vus plutôt comme une évolution des ordinateurs portables traditionnels [réf. souhaitée]).